# Karsten Kærgård
Karsten Kærgård (født 1951) er en tidligere dansk atlet. Han var medlem af IFK Aalborg (-1973), Aalborg AK (1974-1975), Sparta Atletik (1976) og Holte IF (1978).

## Danske mesterskaber
- Guld 1978 Længdespring 7,28
- Sølv 1976 Længdespring 7,14
- Sølv 1974 Længdespring 7,08
- Guld 1973 Længdespring inde 6,66

## Persoinlig rekord
- Længdespring 7,29 Haifa, Israel 9. maj 1975